# Демодок
Демодок (др.-греч. Δημοδόκος) — персонаж «Одиссеи» Гомера. Слепой аэд (певец) у феаков.
Демодок исполняет поэмы под аккомпанемент лиры, на которой играет сам. Во время пира во дворце царя феаков Алкиноя Демодок поёт трижды. Первый раз он поёт о героях: о ссоре храброго Ахиллеса и мудрого Одиссея. Причем Одиссей, никем не узнанный присутствует на пиру и, слушая Демодока, плачет (Ахилл к этому времени погиб, как и многие другие герои, друзья Одиссея). Второй раз Демодок поет о том, как Афродита изменила мужу Гефесту с Ареем и как Гефест поймал их на супружеском ложе и призвал богов посмотреть на любовников. Эта песня веселит гостей Алкиноя и Одиссея. Третий раз Демодок поет по просьбе самого Одиссея, который хочет услышать историю о том, как хитроумный Одиссей придумал сделать коня, с помощью которого греки взяли Трою. Слушая песню, Одиссей снова не может сдержать слез.
В «Одиссее» слепого Демодока по просьбе царя Алкиноя приводит на пир и сопровождает глашатай Понтоной.
Согласно Тимолаю из Лариссы, брат Фемия, страж Пенелопы. Позднее так называли и певца, оставленного при Клитеместре.
Образ Демодока в современной науке об эпосе считается представляющим этап эпического творчества т. н. «малых песен» типа русских былин, предшествующим их циклизации в больших поэмах.
Демодок был изображён на знаменитом в древности троне Аполлона амиклейского.